# La Nueva Lucha
La Nueva Lucha fou un diari en castellà publicat a Girona entre 1887 i 1890.
Fundat pel polític Fèlix Macià i Bonaplata, el diari seguia la ideologia del Partit Liberal, al qual ell pertanyia. El subtítol del diari deia: “Diario de Girona. Eco de las aspiraciones del Partido Liberal-Dinástico de la provincia”. (La part inicial del subtítol va ser substituida, a partir de la publicació número 797, per “Diario de avisos”). Principalment, les publicacions estaven relacionades amb l'actuació del govern de Madrid, tot i que també tractaven notícies d'àmbit regional i internacional.

## Naixement
La primera publicació de La Nueva Lucha fou el dissabte 1 de gener de 1887.
Fèlix Macià, a la portada del número 1 del periòdic, explica que la motivació de fundar el diari era ser una alternativa per aquells que, com ell, havien quedat «huérfanos de representación directa en la prensa de la província». Això ho va redactar després d'haver dirigit, durant 29 mesos, La Lucha, on el seu dret de propietat d'aquesta s'havia posat en dubte. «Enemigo de situaciones ambiguas y dudosas […] me he creído obligado á desentenderme de inspirar en lo político en aquel periódico (La Lucha)».

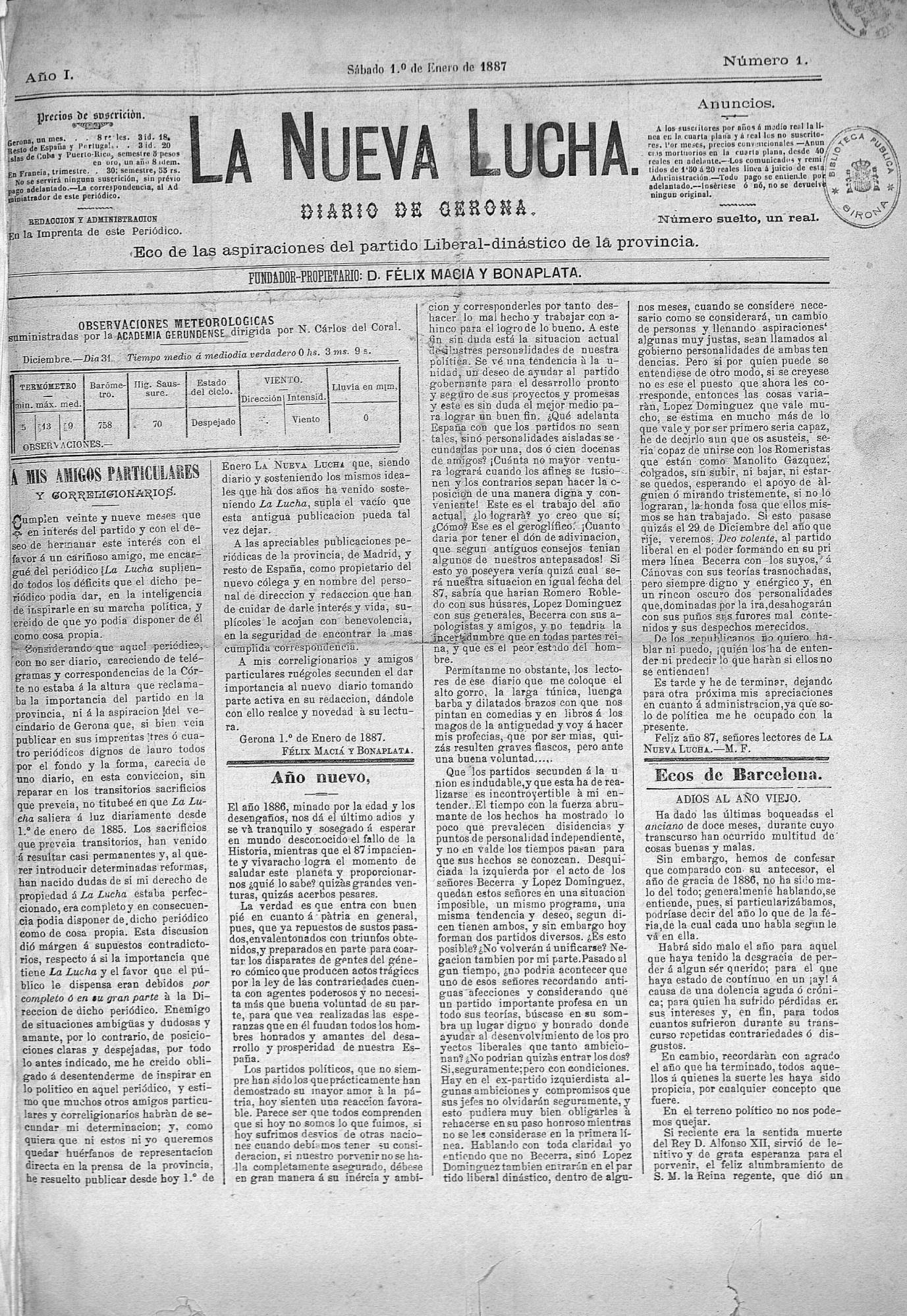
Primera portada de La Nueva Lucha.

El diari, que es publicava tots els dies de la setmana excepte els dilluns, inicialment tenia un cost d'un real en cas de comprar el número de manera única. Però, la publicació també disposava d'un servei de subscripció, preu del qual variava en funció de la localització i el període. El preu, que va variar durant els tres anys i mig de vida de la gaseta, apareixia a la part superior esquerra de la portada.

## Història
La Nueva Lucha, en tres anys i mig, va arribar a publicar 1040 números. La impressió de les primeres sis-centes publicacions va ser realitzada per Alberto Nugué, qui va ser substituït per Pablo Puigblanquer, que va organitzar a la Plaça de la Independència de Girona la impressió dels següents quatre-cents quaranta números.
El contingut més freqüent a les publicacions del diari era el de caràcter polític, centrat principalment en el govern espanyol i amb una rellevància secundaria d'esdeveniments regionals i internacionals. Altres continguts habituals, que constituïen seccions relativament fixes al diari, tractaven informació de la Borsa, del preu dels mercats, del temps…

## Final
El 29 de juny de 1890, Fèlix Macià va explicar, a la portada del número 1040 de La Nueva Lucha, el motiu pel qual aquella seria la darrera publicació de la gaseta.

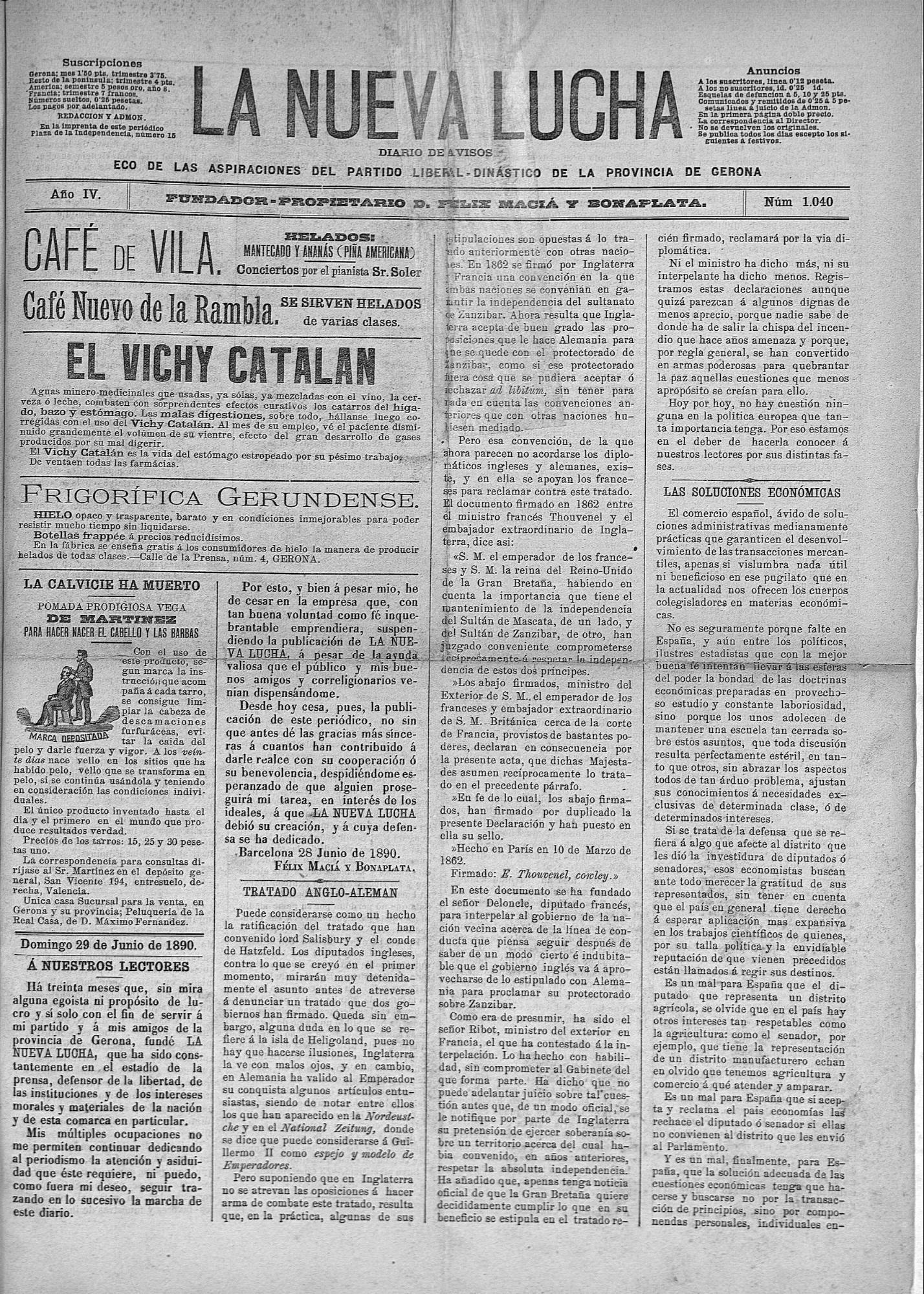
Última portada de La Nueva Lucha.

«Mis múltiples ocupaciones no me permiten continuar dedicando al periodismo la atención y asiduidad que éste requiere, ni puedo, como fuera mi deseo, seguir trazando en lo sucesivo la marcha de este diario. Por esto, y bien á pesar mío, he de cesar en la empresa que, con tan buena voluntad como fé inquebrantable emprendiera, suspendiendo la publicación de LA NUEVA LUCHA, á pesar de la ayuda valiosa que el público y mis buenos amigos y correligionarios venían dispensándome. Desde hoy cesa, pues, la publicación de este periódico, no sin que antes dé las gracias más sínceras á cuantos han contribuido á darle realce con su cooperación ó su benevolencia, despidiéndome esperanzado de que alguien proseguirá mi tarea, en interés de los ideales, á que LA NUEVA LUCHA debió su creación, y á cuya defensa se ha dedicado».

## Membres
| Càrrec    | Encarregat              | Període   |
| --------- | ----------------------- | --------- |
| Direcció  | Fèlix Macià i Bonaplata | 1887-1890 |
| Impressió | Alberto Nugué           | 1887-1888 |
| Impressió | Pablo Puigblanquer      | 1889-1890 |

La Academia Gerundense, dirigida per N. Carlos del Coral, subministrava al diari la informació meteorològica. Era la institució que més va col·laborar amb el periòdic.
Calixto Ballesteros, el poeta català Silví Thos i Codina i el bibliotecari Joaquim Mas van ser altres col·laboradors.
Es creu que La Nueva Lucha va ser una de les moltes publicacions a les quals Valentí Almirall va col·laborar.